# Aachener Hügelland
Das Aachener Hügelland ist eine Region im Westen Deutschlands, die sich rund um die Stadt Aachen erstreckt und zum Regierungsbezirk Köln gehört.
Das Aachener Hügelland hat eine Fläche von 13.601 Hektar. Es zählt wegen seiner Überdeckung mit Kreidesedimenten zu den mesozoischen Berg- und Hügelländern. Es bildet den Übergang aus dem Bergland der Eifel zu dem Flachland der Maas. Das Aachener Hügelland gehört zum westlichen Rheinland und bildet einen Teil des Rheinischen Schiefergebirges. Geprägt ist das Gebiet durch Hügel, Täler, Wiesen, Wälder und kleinere Ortschaften. Die Region ist ein beliebtes Ziel für Naturfreunde, Wanderer und Radfahrer. Das Aachener Hügelland ist mit Hecken und Feldgehölzen durchsetzt und wird als Grünland genutzt. An den steilen Bachtälern von Wurm, Inde und Vicht findet sich auch Wald.
Das Aachener Hügelland hat mit der Stolberger Talung, dem Aachener Kessel, dem Aachener Wald und dem Vaalser Hügelland vier Untereinheiten.  Es grenzt im Norden an die Jülicher Börde und im Süden und Osten an die Vennfußfläche.
Neben Aachen befinden sich Teile des Aachener Hügellandes auch im Umfeld der Städte Würselen, Eschweiler und Stolberg. Die Flüsse Wurm, Inde und Vicht durchziehen die Region.

## Naturräumliche Gliederung
Im Handbuch der naturräumlichen Gliederung Deutschlands ist das Aachener Hügelland als Teil des Vennvorlandes mit der Haupteinheitengruppe 56 Bestandteil des übergeordneten Naturraums Rheinisches Schiefergebirge. Es besteht aus den folgenden Teileinheiten:
- 56 Vennvorland
  - 561 Aachener Hügelland
    - 561.0 Stolberger Talung
    - 561.1 Aachener Kessel
    - 561.2 Aachener Wald
    - 561.3 Vaalser Hügelland

- Höhenlage: Etwa 200 bis 400 Meter über dem Meeresspiegel
- Typisch: Heckenlandschaften, Streuobstwiesen, alte Buchen- und Eichenwälder
- Reich an archäologischen und historischen Spuren – Römer, Kelten, später fränkische Siedlungen